# Jordan Clendenning
Jordan Clendenning (né le 4 février 1987 à Fredericton, dans la province du Nouveau-Brunswick au Canada) est un joueur canadien de hockey sur glace.

## Carrière de joueur
Il a carrière junior de cinq saisons dans la Ligue de hockey junior majeur du Québec avec des équipes dans les provinces maritimes. Ignoré lors des repêchages de la Ligue nationale de hockey, il se joint aux Reds de l'Université du Nouveau-Brunswick en 2008-09.

## Statistiques de carrière
| Saison    | Équipe                                    | Ligue |    | Saison régulière | Saison régulière | Saison régulière | Saison régulière | Saison régulière |   | Séries éliminatoires | Séries éliminatoires | Séries éliminatoires | Séries éliminatoires | Séries éliminatoires |
| Saison    | Équipe                                    | Ligue | PJ | B                | A                | Pts              | Pun              | PJ               | B | A                    | Pts                  | Pun                  |                      |                      |
| 2003-2004 | Titan d'Acadie-Bathurst                   | LHJMQ | 62 | 6                | 13               | 19               | 74               | -                | - | -                    | -                    | -                    |                      |                      |
| 2004-2005 | Titan d'Acadie-Bathurst                   | LHJMQ | 70 | 11               | 16               | 27               | 94               | -                | - | -                    | -                    | -                    |                      |                      |
| 2005-2006 | Titan d'Acadie-Bathurst                   | LHJMQ | 67 | 23               | 35               | 58               | 134              | 17               | 5 | 0                    | 5                    | 28                   |                      |                      |
| 2006-2007 | Titan d'Acadie-Bathurst                   | LHJMQ | 64 | 16               | 35               | 51               | 117              | 12               | 7 | 6                    | 13                   | 10                   |                      |                      |
| 2007-2008 | Titan d'Acadie-Bathurst                   | LHJMQ | 21 | 8                | 13               | 21               | 53               | -                | - | -                    | -                    | -                    |                      |                      |
| 2007-2008 | Screaming Eagles du Cap-Breton            | LHJMQ | 39 | 25               | 30               | 55               | 68               | 11               | 3 | 11                   | 14                   | 6                    |                      |                      |
| 2008-2009 | Reds de l'Université du Nouveau-Brunswick | SIC   | 21 | 4                | 1                | 5                | 16               | 5                | 2 | 1                    | 3                    | 2                    |                      |                      |
| 2009-2010 | Reds de l'Université du Nouveau-Brunswick | SIC   | 22 | 7                | 10               | 17               | 18               | 3                | 0 | 1                    | 1                    | 2                    |                      |                      |
| 2010-2011 | Reds de l'Université du Nouveau-Brunswick | SIC   | 28 | 6                | 4                | 10               | 20               | 9                | 1 | 2                    | 3                    | 6                    |                      |                      |
| 2011-2012 | Reds de l'Université du Nouveau-Brunswick | SIC   | 15 | 6                | 5                | 11               | 10               | 4                | 1 | 0                    | 1                    | 6                    |                      |                      |
| 2012-2013 | Bulls de San Francisco                    | ECHL  | 56 | 4                | 15               | 19               | 110              | -                | - | -                    | -                    | -                    |                      |                      |
| 2012-2013 | Grizzlies de l'Utah                       | ECHL  | 13 | 5                | 6                | 11               | 28               | 4                | 0 | 1                    | 1                    | 4                    |                      |                      |
| 2013-2014 | Sundogs de l'Arizona                      | LCH   | 49 | 8                | 17               | 25               | 96               | -                | - | -                    | -                    | -                    |                      |                      |